# Daniel Leach
Daniel James Leach (* 5. Januar 1986 in Redcliffe) ist ein ehemaliger australischer Fußballspieler.

## Karriere
Daniel Leach trainierte von 2000 bis 2003 an der Queensland Academy of Sport und wurde 2002 zu Trainingslagern der australischen U-17-Auswahl eingeladen, gehörte entgegen ursprünglichen Planungen aber anders als seine QAS-Mitspieler Tim Smits, Ben Griffin, Mario Aparicio und Dane Richardson nicht zum U-17-Aufgebot beim WM-Qualifikationsturnier 2002. 2004 spielte er für North Star in der Brisbane Premier League, bevor er nach seinem Highschool-Abschluss für 18 Monate in London jobbte. Dort erfuhr er über einen Freund aus Kanada vom Fußballprogramm der Oregon State University und bewarb sich erfolgreich um die Aufnahme. Er studierte an der OSU Psychologie im Hauptfach und Kommunikation als Nebenfach und kam in vier Jahren für das Fußballteam der Universität, die Oregon State Beavers, zu 54 Einsätzen (2 Tore) in der Pacific-10 Conference. 2009 spielte er für die Portland Timbers U23s, das Reserveteam der Portland Timbers einige Partien in der USL PDL, bevor er im Sommer 2009 wegen eines YouTube-Videos zu einem Probetraining beim englischen Viertligisten FC Barnet eingeladen wurde.
Nach einer überzeugenden Leistung in einem Testspiel gegen den FC Arsenal erhielt Leach, der auch einen britischen Pass besitzt, 23-jährig seinen ersten Profivertrag und kam als Ergänzungsspieler zu 13 Ligaeinsätzen in der Innenverteidigung. Im Februar und März 2010 sammelte er zudem in der Conference South bei Dover Athletic Spielerfahrung. Sein im Sommer 2010 auslaufender Vertrag wurde zunächst von Vereinsseite nicht verlängert, er überzeugte allerdings den neuen Barnet-Trainer Mark Stimson in der Saisonvorbereitung und erhielt Ende Juli einen neuen Vertrag. Zu Beginn der Saison 2010/11 als Linksverteidiger und dann in der Innenverteidigung aufgeboten, verletzte er sich im September 2010 schwer und kehrte erst im April 2011 in die Mannschaft zurück. Leach beendete Anfang 2012 aus Verletzungsgründen seine Profikarriere.